# Круг чтения Сталина

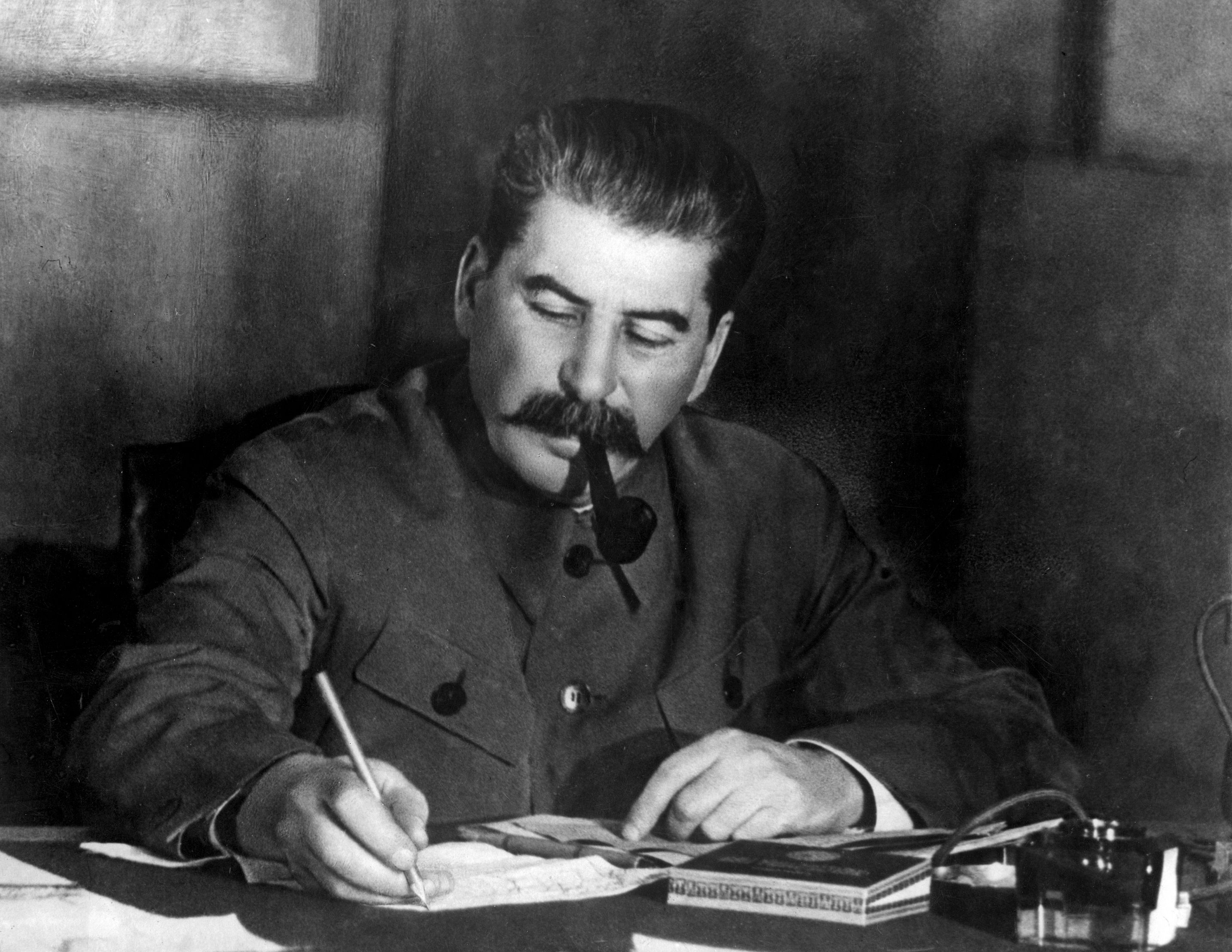
Иосиф Сталин за работой.

Круг чтения Иосифа Сталина становился предметом изучения историков, биографов и иных исследователей советского лидера.
В частности, данный вопрос подробно изучал доктор исторических наук, профессор, ведущий научный сотрудник Института российской истории РАН Борис Илизаров, опубликовавший в 2000 году в журнале «Новая и новейшая история» статью «Сталин. Штрихи к портрету на фоне его библиотеки и архива».
В 2005 году в издательстве «Права человека» была издана книга доктора педагогических наук, профессора Роя Медведева «Люди и книги. Что читал Сталин? Писатель и книга в тоталитарном обществе».
Кроме того, кандидат исторических наук, старший научный сотрудник Института российской истории РАН Игорь Курляндский в статье «В Бога и святых он не верил с детства…», опубликованной 2007 году в «Политическом журнале», достаточно подробно рассматривает круг чтения Сталина в период его учёбы в духовной семинарии.

## Личная библиотека Сталина
В годы Гражданской войны Сталин большую часть времени проводил на разных фронтах — на юге, на востоке, на северо-западе и западе. В эти годы он также читал много, но, как утверждает историк Рой Медведев, «без особой системы, и число книг в его квартире было невелико».
В 1925 году Сталин создаёт свою личную рабочую библиотеку. В мае 1925 года он поручил своему помощнику и секретарю Ивану Товстухе заняться этим вопросом и завести в штате Генерального секретаря ЦК ВКП(б) должность библиотекаря. Сталин письменно привёл список книг, которые он хотел бы видеть в своей библиотеке. Фотокопия этой большой записки была опубликована в журнале «Новая и новейшая история» историком Борисом Илизаровым (см. вкладку с текстом основной части записки справа). В записке книги были склассифицированы не по авторам, а по вопросам:
- а) философия;
- б) психология;
- в) социология;
- г) политэкономия;
- д) финансы;
- е) промышленность;
- ж) сельское хозяйство;
- з) кооперация;
- и) русская история;
- к) история других стран;
- л) дипломатия;
- м) внешняя и вн. торговля;
- н) военное дело;
- о) национальный вопрос;
- п) съезды и конференции;
- р) положение рабочих;
- с) положение крестьян;
- т) комсомол;
- у) история других революций в других странах;
- ф) о 1905 годе;
- х) о Февральской революции 1917 г.;
- ц) об Октябрьской революции 1917 г.;
- ч) о Ленине и ленинизме;
- ш) история РКП(б) и Интернационала;
- щ) о дискуссиях в РКП (статьи, брошюры);
- щ1 профсоюзы;
- щ2 беллетристика;
- щ3 худ. критика;
- щ4 журналы политические;
- щ5 журналы естественно-научные;
- щ6 словари всякие;
- щ7 мемуары

Из этой классификации изъять книги (расположить отдельно):
- а) Ленина
- б) Маркса
- в) Энгельса
- г) Каутского
- д) Плеханова
- е) Троцкого
- ж) Бухарина
- з) Зиновьева
- и) Каменева
- к) Лафарга
- л) Люксембург
- м) Радека

Все остальные склассифицировать по авторам, отложив в сторону: учебники всякие, мелкие журналы, антирелигиозную макулатуру и т. п. (Выдержка из записки Сталина от 29 мая 1925 года библиотекарю секретариата Генерального секретаря ЦК ВКП(б))
Работа по комплектованию библиотеки Сталина согласно составленной им записке началась уже летом 1925 года, и продолжалась несколько лет. Увеличение числа книг библиотеки не прекращалось, и в 1930-е годы она продолжала пополняться сотнями книг ежегодно. Библиотека включала в себя все российские и советские энциклопедии, в ней также было большое количество словарей, разных справочников.
По некоторым данным, всего у Сталина в библиотеке было почти сорок тысяч томов, из которых на «Ближней» даче находилось десять.
Книги из кремлёвской и дачной библиотек Сталина, не содержащие его пометки, были распределены по другим библиотекам, некоторая часть пропала. С пометками — 397 изданий.

## Круг поэтических интересов Сталина
Сталин сам в юности писал стихотворения. Британский литературовед, профессор русской и грузинской литературы Колледжа королевы Марии Лондонского университета Дональд Рейфилд называл интерес Сталина к поэзии «болезненным». Он сохранялся даже когда диктатор был поглощён государственными делами. В пример Рейфилд приводил телефонный звонок Борису Пастернаку, уничтожение Осипа Мандельштама, изоляцию Анны Ахматовой, арест Михаила Лозинского после его перевода «Ада» Данте Алигьери и освобождение для перевода «Рая», расстрел Тициана Табидзе, доведение до самоубийства Паоло Яашвили, расстрел жены Галактиона Табидзе, спасение от гибели Колау Надирадзе и Давида Клдиашвили. Вывод британского литературоведа о поэтических предпочтениях Сталина: «модернистов он терпеть не мог. Те поэты его поколения, которые поддались символизму, декадансу и парнасскому космополитизму, были обречены, тех же, кто придерживался вразумительного романтизма — реальной основы социалистического реализма — пощадили».

## Режим чтения
Рой Медведев отмечает, что Сталин читал много и разносторонне — от художественной литературы до научно-популярной. В статье историк приводит слова Сталина о чтении: «Это моя дневная норма — страниц 500»; таким образом, по мнению Медведева, Сталин читал по несколько книг в день и около тысячи книг в год. Стоит, однако, отметить, что современные исследования распорядка дня Сталина и графики его встреч (составленные, в числе прочего, по журналам посещений его рабочего кабинета) приводят историков к выводу о том, что Сталин просто физически не мог читать такие огромные объёмы литературы.
В довоенное время основное внимание Сталин уделяет историческим и военно-техническим книгам, после войны переходит к чтению трудов политического направления, вроде «Истории дипломатии», биографии Талейрана. Вместе с тем Сталин активно изучал работы марксистов, включая труды других советских деятелей, в том числе оппонентов — Троцкого, Каменева и др. Медведев подчёркивает знание национальной грузинской культуры, в 1940 году Сталин сам вносит правки в новый перевод «Витязя в тигровой шкуре». Среди любимых им грузинских писателей Б. С. Илизаров называет Илью Чавчавадзе и Александра Казбеги.
Историк Рафаил Ганелин вспоминал слова академика Евгения Тарле о правке Сталиным выходившей по его же инициативе книги «История дипломатии»: «Там была правка, сделанная разными карандашами, но одной и той же, бесконечно дорогой для меня рукой…».

## Мнения
Ряд историков[кто?] отмечают, что многие[кто?], кто общался со Сталиным, отзывались о нём как о широко и разносторонне образованном и чрезвычайно умном человеке.
По мнению английского историка Саймона Монтефиоре, изучавшего личную библиотеку и круг чтения Сталина, тот много времени проводил за книгами, на полях которых остались его пометки
Его вкусы были эклектичными: Мопассан, Уайльд, Гоголь, Гёте, а также Золя, которого он обожал. Ему нравилась поэзия. (…) Сталин был эрудированным человеком. Он цитировал длинные куски из Библии, трудов Бисмарка, произведений Чехова. Он восхищался Достоевским.Саймон Монтефиоре
Английский писатель барон Чарльз Сноу также характеризовал образовательный уровень Сталина довольно высоко:
Одно из множества любопытных обстоятельств, имеющих отношение к Сталину: он был куда более образован в литературном смысле, чем любой из современных ему государственных деятелей. В сравнении с ним Ллойд Джордж и Черчилль — на диво плохо начитанные люди. Как, впрочем, и Рузвельт.Чарльз Сноу, «Вереница лиц»
Григорий Морозов, первый муж Светланы Сталиной, вспоминал:.
Когда я женился на Светлане, вождь разрешил мне пользоваться его библиотекой в кремлёвской квартире. Там я провёл довольно много времени, поскольку был любознателен и читал запоем. Надо сказать, коллекция книг была уникальной. Энциклопедии, справочники, труды известных ученых, произведения классиков, работы руководителей партии. Сталин всё это внимательнейшим образом читал, о чём свидетельствовали многочисленные, подчас развернутые заметки на полях.Григорий Морозов, «Российская газета»
Советский политический деятель и учёный-экономист Дмитрий Шепилов
Встретил он меня очень радушно. Проговорили два часа. Суть разговора заключалась в том, что Сталин понял: у нас неблагополучно в народном хозяйстве потому, что нет основ экономической науки. Люди не знают, как правильно вести хозяйство. 
 — Надо написать срочно учебник по политэкономии, не агитку, а настоящее руководство к действию. Это поручается Вам. Возьмите себе в помощь ученых, кого посчитаете нужным.

Он тут же изложил мне, и очень компетентно, некоторые вопросы, которые надо объяснить в учебнике. При этом цитировал Ленина, подходил к шкафу, брал книги, не искал, а сразу открывал нужные страницы. Видно, глубоко продумал это поручение.
 Через два дня на Политбюро Сталин повторил своё поручение и добавил:
 — Надо создать условия для работы этой комиссии, чтобы ничто их не отвлекало. И чтобы никто не мешал. Лучше на даче, за городом. Подберите им хороший дом. Режим установить такой: неделю работать, суббота и воскресенье — родительский день. Через год учебник должен лежать здесь на столе.
 Вот так он сам же меня реабилитировал. Мы писали учебник по главам. Я успел доложить Сталину четыре главы. Он сам их редактировал и по каждой говорил со мной очень фундаментально. Что бы ни писали о Сталине, да, виноват он во многом, но в теории он был очень грамотен. Учебник вышел после смерти Сталина в 1954 году многомиллионными тиражами и, говорят, принес пользу…Дмитрий Шепилов, «Непримкнувший»
Британский литературовед и историк Дональд Рейфилд:
Он был очень начитан. Он очень тщательно читал тексты, читал и как редактор или корректор, искал ошибки и всегда спрашивал, почему автор умалчивает то или другое. И он критикует стиль, он поправляет не только русские тексты, но и грузинские, он очень любил дательный падеж… Он был очень образован, но своеобразно образован, я бы сказал. Он прочитал, наверное, всю западноевропейскую литературу. Он читал даже книги своих врагов — эмигрантскую прессу. Он мог со словарем читать по-английски, французски и немецки. Он плохо понимал эти языки, но он был гораздо более начитан.Дональд Рейфилд, Сталин и его палачи
Дональд Рейфилд даже предположил, что «его странное поведение в начале войны можно приписать тому, что он слишком много времени уделял чтению, книгам, и не обращал внимания на планы Гитлера».
Алексей Пиманов, исследовавший личность Сталина, режиссёр-постановщик сериала «Охота на Берию»
на вопрос журналиста «Что вас удивило, озадачило больше всего в личности Сталина?»:
Его библиотека. Он всю жизнь учился, читал. Я лично видел несколько тысяч томов в его библиотеке, и на 90 % этих книг есть карандашные пометки, сделанные его рукой. А там книги от философии, естественных наук до художественной литературы.Алексей Пиманов, «Хочу знать достоверную историю и понять её действующих лиц
Историк русской культуры Соломон Волков отмечал:
Сталин читал по 400 страниц в день разной литературы, включая литературные журналы и новинки. Его вовлеченность в вопросы культуры для нового времени была абсолютно беспрецедентной.Соломон Волков, Я не верю в окончательные оценки
Как отмечает Вадим Стакло, Сталин «уверенно ориентировался в прикладных аспектах искусства и понимал, насколько оно важно для задач пропаганды. Читал каждую значительную пьесу и сценарий».

### Критика
Рой Медведев, выступая против «нередко крайне преувеличенных оценок уровня его образованности и интеллекта», в то же время предостерегает против его преуменьшения. Медведев отмечает, что Сталин, явившись виновником гибели большого количества писателей и уничтожения их книг, в то же время покровительствовал М. Шолохову, А. Толстому и др., возвращает из ссылки Е. В. Тарле, к чьей биографии Наполеона он отнёсся с большим интересом и лично курировал её издание, пресекая тенденциозные нападки на книгу.